# Made Men (película)
Made Men es una película de 1999 producida por HBO, protagonizada por James Belushi, Michael Beach y Timothy Dalton. Combina elementos de la comedia de acción y aventura. Un hombre bajo la protección federal se encuentra en la carrera de una banda de mafiosos enojados y un policía que salió mal después de su ejecución con éxito de un atraco multimillonario. Esta película de estudio no debe ser confundido con la película de 1997, protagonizada por James Biber y Cara Buono  y dirigida por Don Close.

## Sinopsis
Mientras trabajaba para la mafia, Bill "The Mouth" Mannuci, se robó 12 millones de dólares de ellos y entregado la información al FBI sobre el hombre que le robó el dinero de la misteriosa "Skipper". Ahora 4 de los hombres "Skipper" han rastreado Bill a su nueva casa de campo en un pequeño pueblo . Bill ha sido advertido de ello y lo envía a su esposa Debra distancia. Capturado por los hombres "Skipper", Bill se ve obligado a punta de pistola para llevarlos a la falta $ 12 millones. Pero a medida que se abren camino al dinero, Bill se escapa y los hombres "Skipper" terminar lo perseguía en un laboratorio de cristal meth selva virgen, donde un tiroteo sobreviene después de los hombres "Skipper" abre fuego. Como Bill hace su escape del laboratorio quema al suelo, provocando la ira del dueño laboratorios, a quien se le debe el dinero de Bill. Pronto Bill se encuentra siendo perseguido no solo por los hombres "Skipper", sino por el dueño del laboratorio de cristal meth y sus hombres. ¿Y cómo es el sheriff de la ciudad encaja en la ecuación?

## Reparto
- James Belushi - Bill Manucci
- Michael Beach - Miles
- Timothy Dalton - Sheriff Dex Drier
- Steve Railsback - Kyle
- Carlton Wilborn - Felix
- Vanessa Ángel - Debra
- Jamie Harris - Royce
- David O'Donnell - Mella
- Tim Kelleher - Adjunto Conley
- Saltar Carlson - Bobby
- Susan Isaacs - Darla
- Oscar Rowland - Old Timer
- Chad Lillywhite - Nathan
- Cissy Wellman - Frances
- Don Shanks - Caleb
- Conrad Goode - Jessop

## Producción
Fue lanzada el 11 de junio de 1999 (Estados Unidos) y el 4 de agosto de 1999 (Reino Unido) por Decade Pictures y Made Men Productions Inc.
- Datos: Q696163